# Baye (Kéniéba)
Baye è un comune rurale del Mali facente parte del circondario di Kéniéba, nella regione di Kayes.
Il comune è composto da 17 nuclei abitati:
- Baye
- Diabaya
- Dioulafoundouba
- Gamaté
- Kiridy
- Kobokoto
- Lémounatoumboun
- Marénnia
- Moussala-Malidio
- Samoun
- Sékotoba
- Sélinkégny
- Tambacoumbafara
- Tomben
- Toumboumba
- Yélou
- Yérala